# Karel Doorman

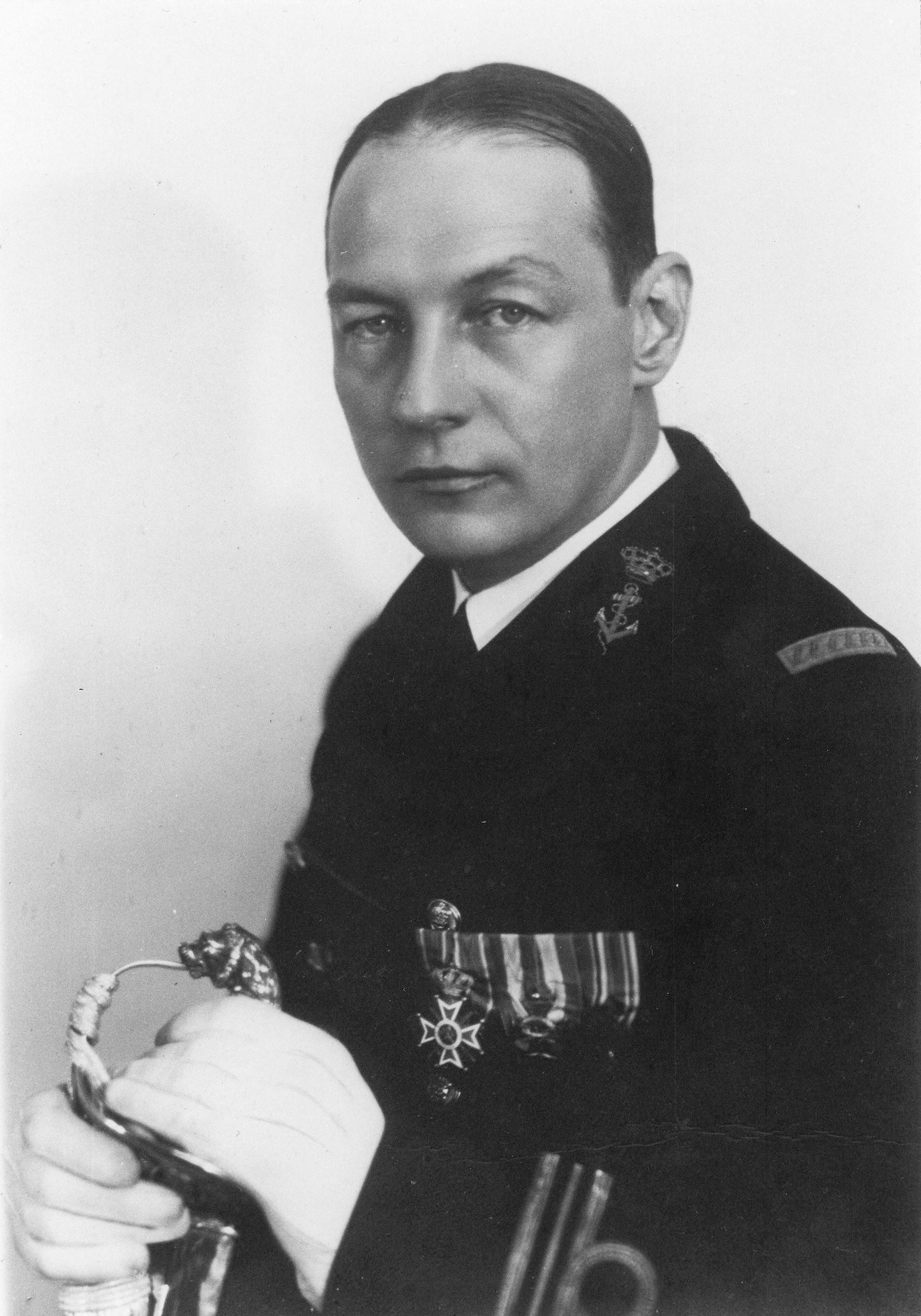
Karel Doorman, 1930

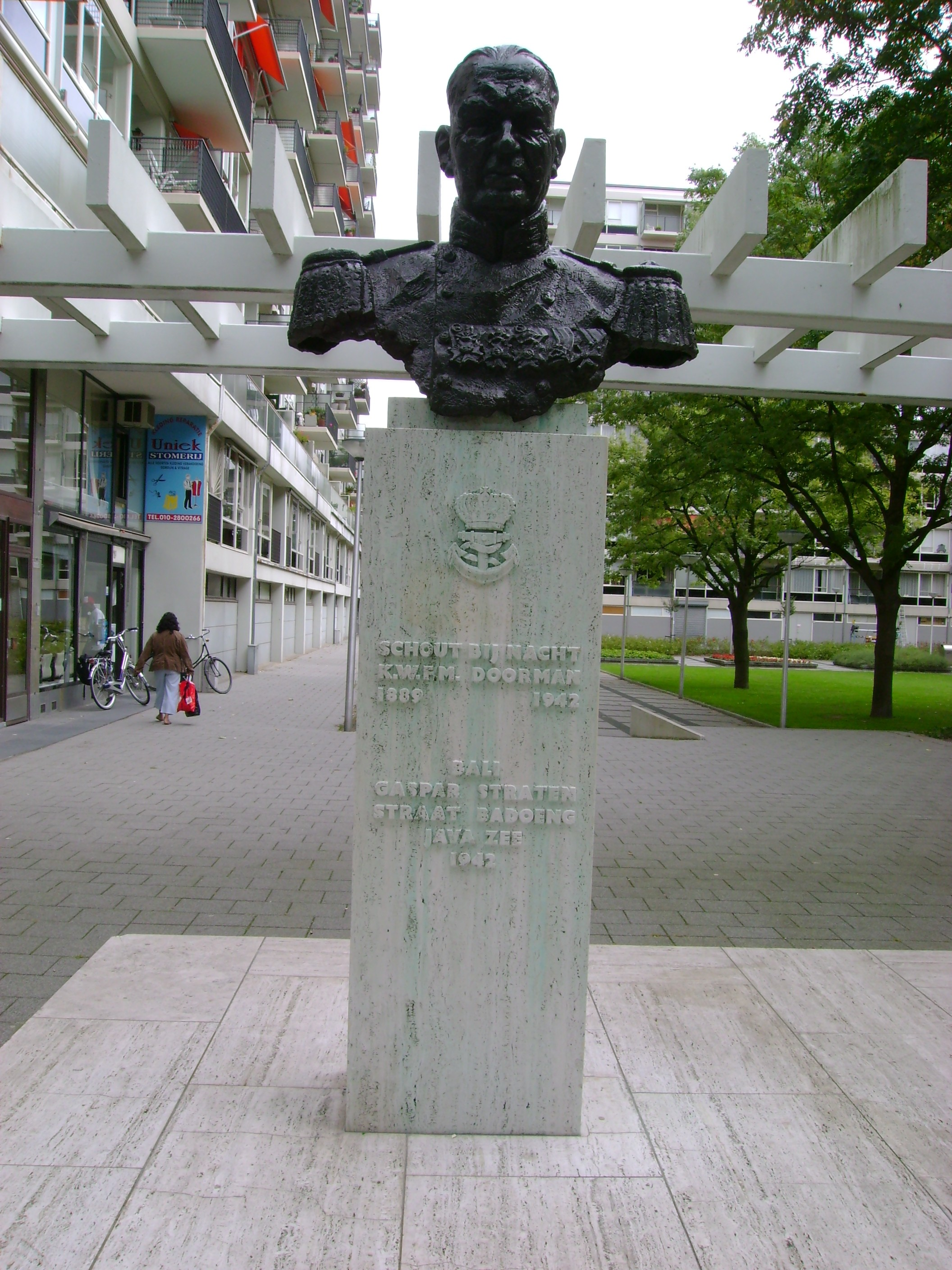
Büste von Karel Doorman in Rotterdam

Karel Willem Frederik Marie Doorman (* 23. April 1889 in Utrecht; † 27. Februar 1942 in der Javasee) war ein niederländischer Konteradmiral (niederländisch: Schout-bij-nacht).

## Leben
Karel Doorman stammte aus einer katholischen Familie, die eine lange Militärtradition pflegte. Doorman war einer der ersten Marineoffiziere, die einen Pilotenschein besaßen. So erlangte er auch besondere Verdienste im Aufbau der niederländischen Marineluftfahrt. Im Jahre 1937 wurde Karel Doorman in Niederländisch-Indien als Kapitän zur See stationiert. Seine Ernennung zum Konteradmiral erfolgte 1940 und zwei Jahre später erhielt er das Kommando über die alliierte ABDA-Schlachtflotte. In der ABDA-Flotte (kurz für American, British, Dutch and Australian) waren Kriegsschiffe aus den vier Nationen Australien, Großbritannien, den Niederlanden und den USA zusammengefasst, um den südostasiatischen Raum vor der japanischen Expansion zu schützen. Sein Flaggschiff war die De Ruyter.
Am 27. Februar 1942 führte er die ABDA-Flotte gegen einen japanischen Verband, der in der Javasee aus Richtung Norden zur Invasion der Insel Java anlief. Nach kleineren vorherigen Aufeinandertreffen entwickelte sich die erste größere Seeschlacht des Pazifikkriegs, die Schlacht in der Javasee, an deren Ende die Vernichtung der ABDA-Flotte und die Versenkung der De Ruyter stand. Karel Doorman ging mit seinem Flaggschiff unter.
Berühmt wurden seine letzten Worte „Ik val aan, volg mij!“, was auf Deutsch „Ich greife an, folgt mir!“ bedeutet. Genau genommen hat er diesen Ausspruch so nie getan. Überliefert ist nur der Befehl zu Beginn der Schlacht, der lautete „Alle Schiffe folgen mir!“, den er zur Beendigung der Wirren aussprach, als nach einem japanischen Torpedoangriff die beschädigte britische Exeter zurück nach Java lief und die anderen Schiffe ihr zu folgen drohten.

## Ehrungen

### Orden und Ehrenzeichen (Auswahl)
- Militär-Wilhelms-Orden, Ritter III. Klasse (posthum am 5. Juni 1942)
- Orden vom Niederländischen Löwen, Ritter (21. August 1941)
- Orden von Oranien-Nassau, Offizier
- Silbernes Kreuz des Virtuti Militari (Verleihungsnummer 9145, 17. Oktober 1942)

### Posthum
Nach Karel Doorman wurden zwei Flugzeugträger und zwei weitere Schiffe der Niederländischen Marine benannt:
- Karel Doorman (QH-1) – Geleitflugzeugträger der Nairana-Klasse – ehemaliger Träger der Royal Navy, der am Ende des Zweiten Weltkriegs in den Niederlanden bis 1948 in Dienst war.
- Karel Doorman – Leichter Flugzeugträger der Colossus-Klasse, ex Venerable, von der Royal Navy am 1. April 1948 an die niederländische Marine verkauft und diente dort bis 1968. Nach einem Feuer wurde der Träger am 15. Oktober 1968 an Argentinien verkauft und dort als Veinticinco de Mayo in Dienst gestellt.
- Karel Doorman – Lenkwaffenfregatte, 1991 bis 2006 in Dienst. Typschiff der Karel-Doorman-Klasse mit acht Fregatten, von denen noch zwei in niederländischem Dienst stehen. Die Karel Doorman wurde 2008 in der belgischen Marine als Léopold I. wieder in Dienst gestellt.
- Karel Doorman – Ein Mehrzweckversorger, dieser befindet sich seit 2014 im Dienst.

## Biografie
- Steketee, Menno & Saul David (2001) Ik val aan, volg mij; Militaire blunders in de twintigste eeuw, Uitgeverij Bert Bakker / Prometheus ISBN 90-351-2061-2 (niederländisch)